# Smithy (film 1946)
Smithy è un film del 1946 diretto da Ken G. Hall.

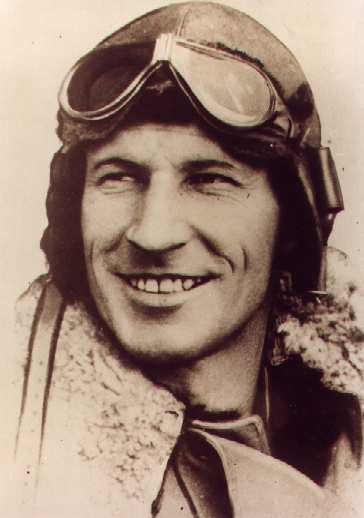
Charles Kingsford Smith

## Trama
Film biografico sulla vita del pionieristico aviatore australiano Charles "Smithy" Kingsford-Smith.